# فرشته‌ماهی ته‌زرد
فرشته‌ماهی ته‌زرد (نام علمی: Centropyge flavicauda) نام یک گونه از سرده فرشته‌ماهی‌های کوتوله است.